# Eunothrotes derjugini
Eunothrotes derjugini is een rechtvleugelig insect uit de familie Pamphagidae. De wetenschappelijke naam van deze soort is voor het eerst geldig gepubliceerd in 1907 door Adelung.